# 弘前市立相馬中学校
弘前市立相馬中学校（ひろさきしりつ そうまちゅうがっこう）は、青森県弘前市（旧中津軽郡相馬村）大字紙漉沢にある公立中学校。

## 沿革
- 1947年（昭和22年）
  - 3月29日 - 創立。
  - 4月1日 - 新学制（六・三制）発足により、相馬村立相馬中学校開校。当時は、相馬小学校校舎に併設。
  - 4月21日 - 開校式挙行。
- 1949年（昭和24年）
  - 4月1日 - 五所中学校を併合。校舎は、大字紙漉沢字山越25番地に弘前の旧軍隊兵舎を解体・移転して建築された。
  - 4月7日 - 統合校舎が落成し、開校。
- 1961年（昭和36年）
  - 日付不明 - 完全給食実施。
  - 8月 - 校舎新築工事開始。
- 1962年（昭和37年）
  - 3月8日 - 第一期工事完了、第二期工事開始。
  - 11月x日 - 第二期工事完了。
  - 11月10日 - 校舎落成式挙行。
- 2002年（平成14年）3月 - 大字紙漉沢字山越48番地（現在地）に、改築中の校舎完成。その新校舎には、階段に椅子式自動昇降機を備えるなど、バリアフリーに対応するほか、校内LANも整備した[1][2][3]。
- 2006年（平成18年）2月27日 - 相馬村が弘前市に合併し、弘前市立相馬中学校と改称。
- 2014年（平成26年） - 武道場建築[4]。

## 学区
- 相馬小学校と同じく、旧相馬村全域[5]である。

## 交通
- 弘前市役所相馬庁舎から、車で、約1.4km・約2分。
- 弘南バス弘前バスターミナル - 相馬線で、終点「相馬庁舎前」バス停下車後、徒歩約1.4km・約21分。

## 参考資料
- 『相馬村史』（相馬村・1982年2月発行）188頁から193頁「第3章 教育」・「第3節 学校の変遷」。
- 『青森県教育史 別巻』（青森県教育委員会・1973年12月20日発行）907頁「学校沿革 中学校 相馬中学校」